# Забайкалка
«Забайкалка» (1959—1961 — «Чайка», 1961—1983 — «Буревестник», 1984—1996 — «Забайкалка», 1996—2003 — СКА «Забайкалка») — российский женский волейбольный клуб из Читы.

## Достижения
- 10-е место в чемпионате России среди команд суперлиги — 1997.
- 4-кратный победитель розыгрышей Кубка СССР для команд Сибири и Дальнего Востока — 1982, 1986, 1987, 1990.
- Победитель розыгрыша Кубка Сибири и Дальнего Востока 1996.
- Участник финальных этапов розыгрышей Кубка России — 1996, 2002.

## История

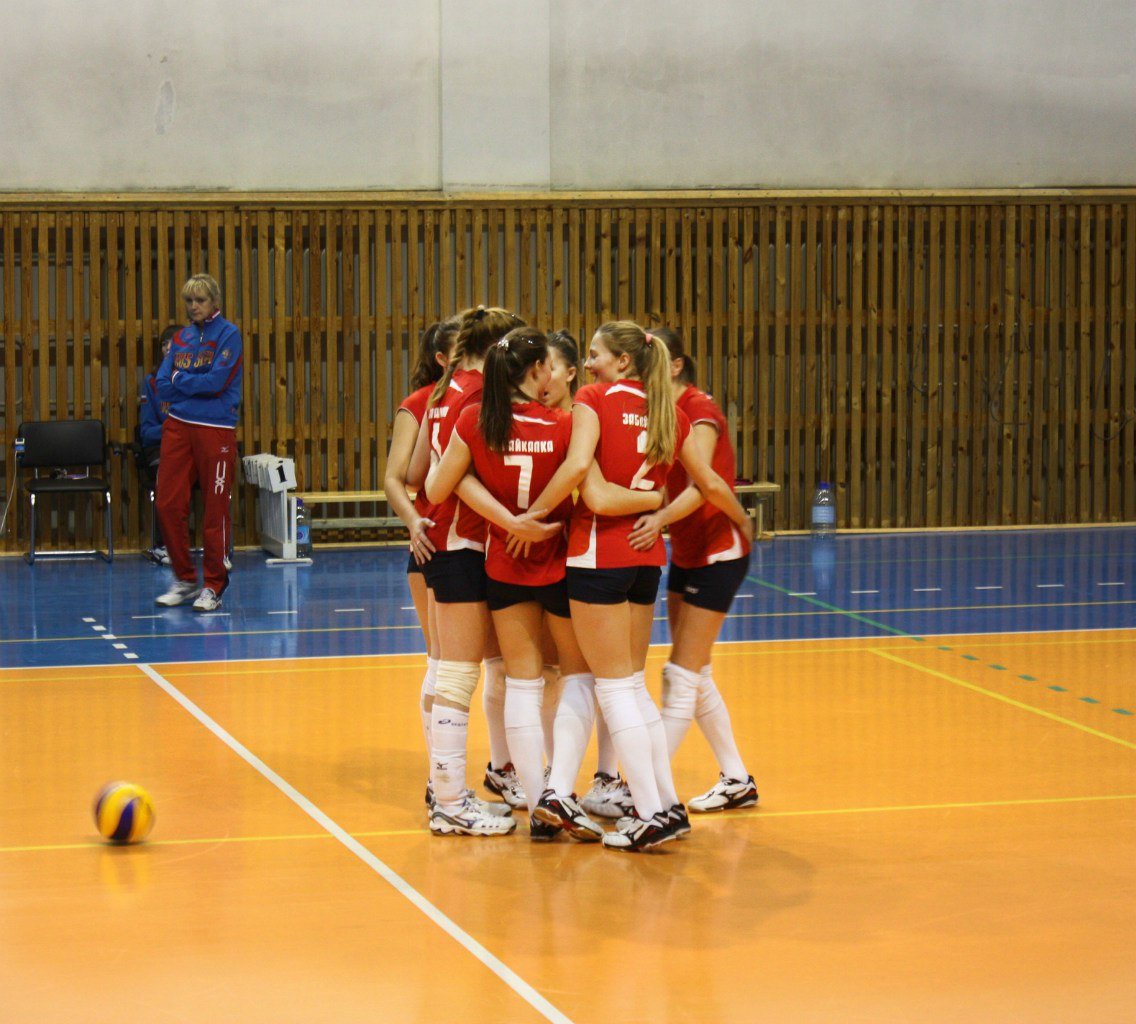

В 1959 году при Агинском педагогическом училище по инициативе его директора Бориса Львовича Лиги была образована женская волейбольная команда «Чайка», в 1961 переименованная в «Буревестник». В 1967 команда перебазировалась в Читу под патронаж Читинского педагогического института, заведующим кафедрой которого был назначен Б. Л. Лига.
На протяжении более чем 20 лет своего существования команда принимала участие в различных студенческих, ведомственных и прочих соревнованиях, неоднократно становясь их победителем и призёром, а в 1981 дебютировала в розыгрыше Кубка СССР для команд Сибири и Дальнего Востока. Четырежды (в 1982, 1986, 1987 и 1990 годах) «Забайкалка» (так с 1984 года стала называться читинская команда) становилась обладателем этого почётного трофея и ещё 5 раз — призёром. Этих успехов читинские волейболистки добились под руководством тренера В. Г. Мыслина. В 1992 главным тренером «Забайкалки» была назначена Наталья Цуприк, работающая наставником команды по нынешнее время вот уже на протяжении почти 30 лет.
В 1991 году под эгидой производственного объединения «Забайкалзолото» и Читинского государственного педагогического инсититута был основан волейбольный клуб «Забайкалка». В том же году команда клуба дебютировала в 1-й лиге первого (открытого) чемпионата России, заняв итоговое 5-е место. На протяжении последующих четырёх сезонов волейболистки Читы с успехом играли во втором по значимости дивизионе чемпионата России (1992/93-1994/95 — высшая лига «Б», 1995/96 — высшая лига «А»),
1996 год стал самым успешным в истории команды. По итогам сезона 1995/96 «Забайкалка» выиграла путёвку в суперлигу, а затем стала обладателем Кубка Сибири и Дальнего Востока. В том же году команда была переведена под опеку Забайкальского военного округа (с 1998 — Сибирского), в связи с чем к названию прибавилась аббревиатура СКА (Спортивный Клуб Армии).
Дебют среди сильнейших команд России в сезоне 1996/97 для СКА «Забайкалки» сложился непросто. Выступая в группе «Б» суперлиги читинские волейболистки одержали 10 побед при 18 поражениях и заняли 6-е место среди 8 команд группы, а учитывая то, что 4 сильнейшие команды («Уралочка», «Уралтрансбанк», ЦСКА и «Россы») играли в группе «А», итоговым результатом для «забайкалок» стало 10-е место из 12 участниц. В последовавшем затем переходном турнире команд суперлиги и высшей лиги читинки заняли лишь 7-е (предпоследнее) место и покинули сильнейший дивизион.
В чемпионате России 1997—1998 среди команд высшей лиги в финальном турнире три лидера (липецкая «Магия», новоуренгойский «Факел» и СКА «Забайкалка») набрали одинаковое количество очков в борьбе за выход в суперлигу, но попасть в заветную двойку, дающую право на возвращение в число ведущих клубов России читинкам помешало худшее соотношение партий по сравнению со своими соперниками. В последующие годы читинские волейболистки дважды выходили в финальный раунд второго по значимости дивизиона чемпионата России (в 2000 и 2002 годах), но от выигрыша путёвки в суперлигу были весьма далеки.
В 2003 году прекратилось сотрудничество клуба с военным округом и команда вновь стала называться «Забайкалкой». Новый надёжный спонсор у клуба так и не появился и результаты читинской команды стали с каждым сезоном неуклонно ухудшаться. В чемпионате России 2008/09 «Забайкалка», выступая в своей сибирско-дальневосточной зоне высшей лиги «А» проиграла во всех своих проведённых 32 матчах, а в 2009/10 победила лишь в одном из 28. При этом читинские волейболистки стали «соавторами» рекорда, который можно только повторить. 13 октября 2009 года в Улан-Удэ «Забайкалка» во 2-й партии матча против местного «Хара Морина» умудрилась не набрать ни одного очка, проиграв сет со счётом 0:25.
После образования в 2010 году объединённой высшей лиги «А» «Забайкалка» была включена в третий по значимости дивизион — высшую лигу «Б», в которой выступает по настоящее время.

## Результаты в чемпионатах России
| Сезон     | Лига                                    | Место |
| --------- | --------------------------------------- | ----- |
| 1991/92   | Первая лига                             | 5     |
| 1992/93   | Высшая лига «Б»                         | 4     |
| 1993/94   | Высшая лига «Б»                         | 2     |
| 1994/95   | Высшая лига «Б»                         | 2     |
| 1995/96   | Высшая лига «А»                         | 4     |
| 1996/97   | Суперлига Переходный турнир             | 10 7  |
| 1997/98   | Высшая лига                             | 3     |
| 1998/99   | Высшая лига (Сибирь—Дальний Восток)     | 3     |
| 1999/2000 | Высшая лига                             | 6     |
| 2000/01   | Высшая лига (Сибирь—Дальний Восток)     | 4     |
| 2001/02   | Высшая лига «А»                         | 8     |
| 2002/03   | Высшая лига «А» (Сибирь—Дальний Восток) | 5     |
| 2003/04   | Высшая лига «А» (Сибирь—Дальний Восток) | 8     |
| 2004/05   | Высшая лига «А» (Сибирь—Дальний Восток) | 6     |
| 2005/06   | Высшая лига «А» (Сибирь—Дальний Восток) | 8     |
| 2006/07   | Высшая лига «А» (Сибирь—Дальний Восток) | 10    |
| 2007/08   | Высшая лига «А» (Сибирь—Дальний Восток) | 9     |
| 2008/09   | Высшая лига «А» (Сибирь—Дальний Восток) | 9     |
| 2009/10   | Высшая лига «А» (Сибирь—Дальний Восток) | 8     |
| 2010/11   | Высшая лига «Б»                         | 5     |
| 2011/12   | Высшая лига «Б»                         | 12    |
| 2012/13   | Высшая лига «Б»                         | 11    |
| 2013/14   | Высшая лига «Б»                         | 11    |
| 2014/15   | Высшая лига «Б» (Сибирь—Дальний Восток) | 3     |
| 2015/16   | Высшая лига «Б» (Сибирь—Дальний Восток) | 3     |
| 2016/17   | Высшая лига «Б»                         | 11    |
| 2017/18   | Высшая лига Б                           | 13-15 |
| 2018/19   | Высшая лига Б                           | 15    |
| 2019/20   | Высшая лига Б (Сибирь)                  | 3     |
| 2020/21   | Высшая лига Б                           | 11    |
| 2021/22   | Высшая лига Б                           | 14    |
| 2022/23   | Высшая лига Б                           | 13    |
| 2023/24   | Высшая лига Б                           | 13    |

* Значимость дивизионов: 1991/92 — высшая лига, первая лига; 1992/93—1994/95 — высшая лига «А», высшая лига «Б»; 1995/96 — суперлига, высшая лига «А»: 1996/97—2000/01 — суперлига, высшая лига; с 2001/02 — суперлига, высшая лига «А», высшая лига «Б».

## Арена
Домашние матчи «Забайкалка» проводит в спортивном комплексе «Олимпиец». Адрес в Чите: Ленинградская улица, 106.

## Сезон 2024—2025

### Состав
| №  | Имя, фамилия        | Год рождения | Рост | Амплуа      |
| -- | ------------------- | ------------ | ---- | ----------- |
| 1  | Ксения Лимберова    | 2007         | 167  | связующая   |
| 2  | Елизавета Линникова | 2007         | 182  | нападающая  |
| 3  | Ольга Кравченко     | 1996         | 180  | центральная |
| 4  | Ульяна Ладыка       | 2006         | 181  | нападающая  |
| 5  | Валерия Машталь     | 2001         | 181  | нападающая  |
| 6  | Татьяна Дмитренко   | 2003         | 173  |             |
| 8  | Полина Нигай        | 2007         | 174  | нападающая  |
| 9  | Валерия Васильева   | 2007         | 173  | связующая   |
| 10 | Дарья Бегляева      | 2005         | 181  | нападающая  |
| 11 | Елена Вологдина     | 2005         | 184  | центральная |
| 12 | Елена Кудрявцева    | 2005         | 176  | либеро      |
| 15 | Мария Муратова      | 2010         | 172  | либеро      |

- Главный тренер — Вадим Кирьянов.
- Старший тренер — Наталья Цуприк.